# Iwan Stojanow (Fußballspieler, 1983)
Iwan Stojanow (* 24. Juli 1983 in Sliwen) ist ein bulgarischer ehemaliger Fußballspieler, der im linken wie auch um rechten Mittelfeld eingesetzt werden konnte.

## Karriere

### Verein
Stojanow begann seine Karriere bei OFK Sliwen 2000. In der Saison 2002/03 spielte er in der Profimannschaft Sliwens. 2003 wechselte er zum VfB Stuttgart für eine Ablösesumme von 50.000 Euro. Weil er aber ohne Profieinsatz blieb, wechselte er 2005 ablösefrei zurück zu Sliwen OFK 2000. Seitdem war er bei Sliwen ein wichtiger Spieler und spielte mit seiner Mannschaft in der A Grupa, der höchsten Spielklasse Bulgariens. Zur Saison 2009/10 wechselte er zum Ligakonkurrenten ZSKA Sofia, das er im Februar 2010 in Richtung Russland zu Alanija Wladikawkas verlässt. Am 29. August 2011 wechselte er zurück nach Bulgarien zu Ludogorez Rasgrad, mit dem er in seiner ersten Saison durch einen Sieg am letzten Spieltag gegen seinen ehemaligen Klub ZSKA Sofia die Meisterschaft holte und gemeinsam mit Júnior Moraes mit 16 Toren Torschützenkönig wurde. Den Titelgewinn konnte er mit seinem Team ein Jahr später wiederholen. Anfang 2014 kehrte er zu ZSKA zurück. Dort wurde sein 2015 auslaufender Vertrag nicht verlängert. Nach kurzer Zeit der Vereinslosigkeit wechselte er im September 2015 zum FC Wereja Stara Sagora. Nach einem halben Jahr beim PFC Montana spielte Stojanow von Juli bis Dezember 2016 für Botew Plowdiw in der ersten bulgarischen Liga. Anfang 2017 wechselte er zu SFK Etar Weliko Tarnowo in die zweite bulgarische Liga, mit dem er aufstieg und hier bis zum Start der Saison 2020/21 blieb.

### Nationalmannschaft
Stojanow absolvierte insgesamt zwölf Spiele für die bulgarische U-21-Nationalmannschaft. Seit 2004 absolvierte er zwölf Spiele für das bulgarische Nationalteam. Sein Debüt gab er am 29. November 2004 im Freundschaftsspiel gegen Ägypten.

## Erfolge
- Bulgarischer Meister: 2012, 2013
- Bulgarischer Pokalsieger: 2012
- Torschützenkönig der A Grupa: 2012